# Хідака (Хоккайдо)

42°28′49″ пн. ш. 142°4′27″ сх. д. / 42.48028° пн. ш. 142.07417° сх. д.
Хіда́ка (яп. 日高町, ひだかちょう, МФА: [çidaka t͡ɕoː]) — містечко в Японії, в повіті Сару округу Хідака префектури Хоккайдо. Станом на 1 жовтня 2008 року площа містечка становила 992,67 км². Станом на 31 березня 2017 населення містечка становило 12 443 осіб.